# Kpalimé
Kpalimé o Palimé è una città del Togo, situata vicino al confine ghanese, nella regione degli Altopiani. Di rilevante importanza è la chiesa cattolica costruita nel 1913, vicino al punto più alto del paese, il Mont Agou e divenuta un po' il simbolo del paese. La città è un importante centro dell'industria tessile e della produzione agricola, specialmente di cacao.